# Günther Korten

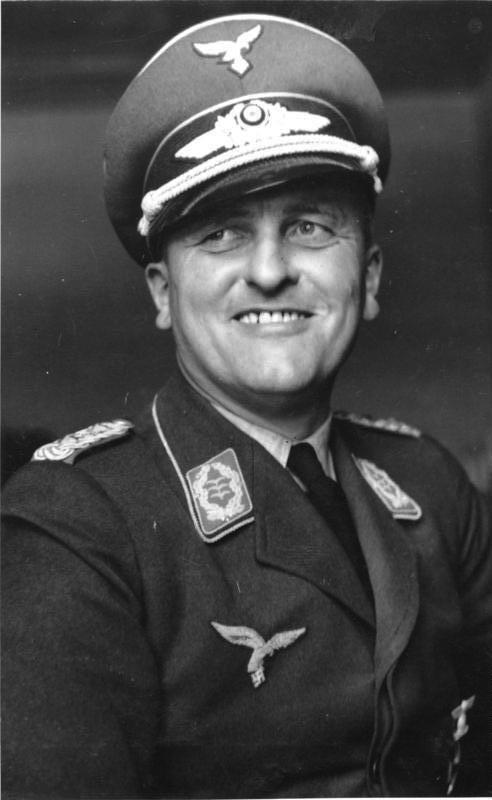
Günther Korten, 1939

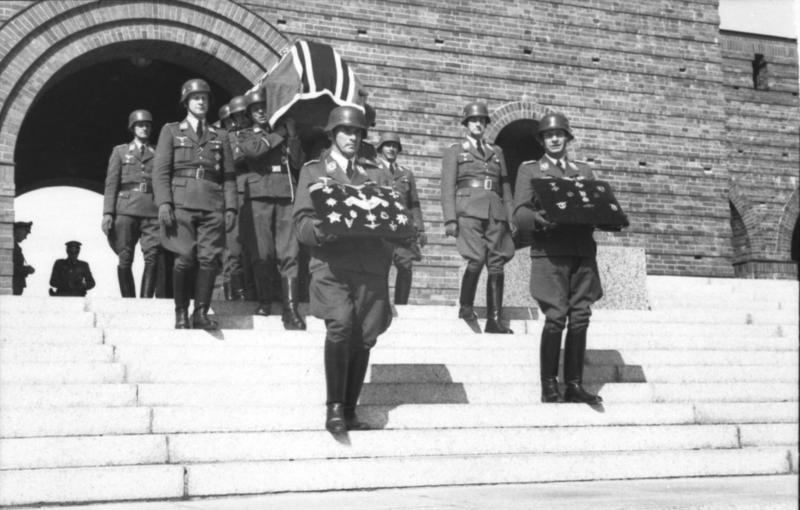
Staatsakt für Günther Korten am 3. August 1944

Günther Bruno Ulrich Max Korten (* 26. Juli 1898 in Köln; † 22. Juli 1944 in Karlshof bei Rastenburg) war im Zweiten Weltkrieg als deutscher General der Flieger ab 1943 Generalstabschef der deutschen Luftwaffe. Er wurde beim Attentat vom 20. Juli 1944 tödlich verletzt und von Hitler postum zum Generaloberst befördert.

## Leben
Korten wurde in Köln als Sohn des Regierungsbaumeisters Hugo Korten (1855–1931) und seiner Ehefrau Marie geb. Mumm (1866–1942) geboren und trat im September 1914 als Kriegsfreiwilliger in das 2. Lothringische Feldartillerie-Regiment Nr. 34 ein. Im Dezember desselben Jahres wurde Korten als Fahnenjunker im Pionierbataillon 8 verwendet. Wenig später wurde er als Zugführer eingesetzt und am 16. Oktober 1915 zum Leutnant befördert. Nach dem Ersten Weltkrieg erfolgte seine Übernahme in die Reichswehr und tat dort überwiegend Dienst bei der Pioniertruppe. Von Oktober 1921 bis August 1922 wurde er zur Zentralen Infanterieschule in München kommandiert. Am 1. April 1925 wurde er zum Oberleutnant befördert. Da er im August 1926 den Flugzeugführerschein A erworben hatte, war er für die geheime Ausbildung der Reichswehr am Fliegerzentrum Lipezk in der Sowjetunion ab 1928 geradezu prädestiniert. Nach seiner Rückkehr wechselte er zu der sogenannten „Bildstelle Berlin“, die den Aufbau einer Aufklärungsfliegertruppe vorbereiten sollte.
Mit dem Beginn der verstärkten Wiederaufrüstung im Dritten Reich wechselte Korten 1934 als Hauptmann zur Luftwaffe. Hier wurde er zum Generalstabsoffizier ausgebildet und diente mehrere Jahre lang im Reichsluftfahrtministerium. Bei Kriegsbeginn 1939 war er Oberst und Generalstabschef der im ehemaligen Österreich stationierten Luftflotte 4.

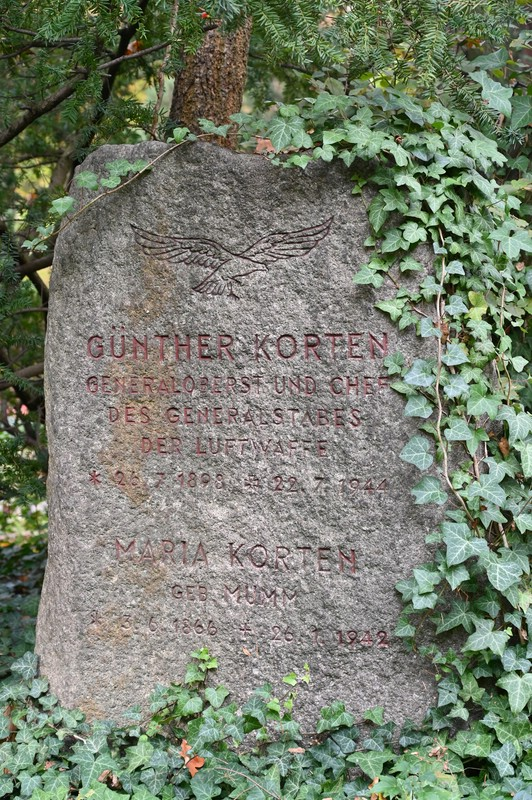
Grab von Günther und Maria Korten auf dem Friedhof Steglitz.

Anfang 1940 wechselte Korten an die Spitze des Generalstabs der Luftflotte 3, mit der er am Westfeldzug und an der Luftschlacht um England teilnahm. Am 19. Juli wurde er zum Generalmajor ernannt. Im Januar 1941 wechselte er wieder zur Luftflotte 4 zurück, um mit dieser am Balkanfeldzug und am Überfall auf die Sowjetunion teilzunehmen. Im August 1942 wurde er zum Generalleutnant befördert und übernahm das Kommando über das I. Fliegerkorps, das am Südabschnitt der Ostfront kämpfte und während der Schlacht von Stalingrad vorübergehend auch als Luftwaffenkommando Don bezeichnet wurde.
Im Sommer 1943 wurde Korten, der Anfang des Jahres zum General der Flieger befördert worden war, mit der Führung der Luftflotte 1 beauftragt, nachdem sein Vorgänger Alfred Keller auf den bedeutungslosen Posten eines Korpsführers des NSFK abgeschoben worden war. Bereits wenige Wochen später, nach dem Selbstmord von Hans Jeschonnek, wurde Korten zum neuen Generalstabschef der Luftwaffe ernannt.
In der Lagebesprechung in der Wolfsschanze am 20. Juli 1944, in der Oberst Claus Schenk Graf von Stauffenberg die Bombe gegen Adolf Hitler zündete, stand Korten am rechten Ende des Kartentisches in unmittelbarer Nähe der Aktentasche mit dem Sprengsatz und wurde bei der Explosion schwer verletzt. Zwei Tage nach dem Attentat erlag er im Lazarett Karlshof des Führerhauptquartiers seinen Verletzungen. Wie auch die anderen militärischen Todesopfer Rudolf Schmundt und Heinz Brandt wurde er postum um einen Rang befördert, in seinem Falle also zum Generaloberst. Sein Nachfolger als Stabschef wurde 
General Werner Kreipe.
Korten wurde zunächst bei einem großen Staatsakt am 3. August 1944 im Reichsehrenmal Tannenberg beigesetzt. Der Sarg mit den sterblichen Überresten wurde vor der Sprengung des Ehrenmals im Januar 1945 auf den Friedhof Steglitz in Berlin umgebettet. Das Grab ist erhalten.

## Auszeichnungen
- Eisernes Kreuz (1914) II. und I. Klasse[3]
- Verwundetenabzeichen (1918) in Schwarz[3]
- Wehrmacht-Dienstauszeichnung IV. bis I. Klasse
- Medaille zur Erinnerung an den 13. März 1938
- Medaille zur Erinnerung an den 1. Oktober 1938
- Spange zum Eisernen Kreuz II. und I. Klasse
- Flugzeugführer- und Beobachterabzeichen in Gold mit Brillanten im Jahr 1940[4]
- Ritterkreuz des Eisernen Kreuzes am 3. Mai 1941[5]
- Deutsches Kreuz in Gold am 29. Dezember 1942[5]
- Frontflugspange für Kampfflieger in Gold
- Krimschild
- Ärmelband Kreta
- Rumänischer Militärorden Michael der Tapfere III. Klasse
- Komtur des Rumänischen Ordens Aeronautische Tugend mit Schwertern
- Finnisches Freiheitskreuz I. Klasse mit Stern und Schwertern
- Verwundetenabzeichen 20. Juli 1944[6]